# ウッドプレイス
株式会社ウッドプレイス（WOOD PLACE）は、かつて存在したゲーム関連会社。本社は東京都江東区木場に置いていた

## 概要
日本物産 (ニチブツ)を退社した鈴木正夫によって1982年6月に設立され1984年8月に法人化したゲーム関連会社　主にアーケードゲームの開発•販売　ゲームセンターの経営　電子機器の開発•販売•リースを行っていた　社名はかつて本社があった東京都江東区木場に由来する 1988年3月3日倒産　
アーケードゲームの主な流通はデータイーストが行っており日本国外では発売もデータイーストが行っていた(Ring Kingやファイヤートラップのタイトル画面のロゴもデータイーストのものに差し替えられている) 
倒産後、移植や復刻が行われることはなかったが2017年10月28日にウッドプレイス創業者の鈴木正夫が代表を務めていた株式会社JENNEXより発売されたレトロビット ジェネレーション2ににウッドプレイスの作品が収録されている他
2019年12月10日よりプロジェクトEGGにてウッドプレイスの作品が配信されている
ウッドプレイス倒産後、版権は代表の鈴木正夫が保有・管理している

## 主な開発ゲーム
- キングオブボクサー(国内1985年)
- アルファックスZ- 開発エレクトロデザイン(カネコ)（1986年）
- ミッション660 - 発売はタイトー（1986年）
- クラッシュロード（1986年）-グラフィックリサーチと共同開発
- ファイヤートラップ（1986年）
- ザ・ディープ（1987年）